# Grimmiaceae
Grimmiaceae là một họ rêu trong bộ Grimmiales.